# Cupa Challenge 1898-1899

## Ediția a II-a,1898-1899

### Echipele Participante
| Imperiul Austriei | Wiener Athletiksport Club Wiener FC 1898 First Vienna FC 1894 Vienna Cricket and Football Club Athletiksport Club Viktoria Viena |

## Baraj
Tur
| 15 noiembrie 1898 | Vienna Cricket and Football Club | 2 – 2 | Wiener Athletiksport Club | Viena |
| 15 noiembrie 1898 | Redfern Shires                   |       | Starrach Gössing          | Viena |

Retur
| 20 noiembrie 1898 | Wiener Athletiksport Club | 2 – 3 | Vienna Cricket and Football Club | WAC-Platz, Viena |
| 20 noiembrie 1898 | Studnicka Shires          |       | Redfern Gössing                  | WAC-Platz, Viena |

Ceilalți marcatori sunt necunoscuți. La pauză scorul a fost  1-1.

## Semifinale
| 27 noiembrie 1898 | First Vienna FC 1894 | 1 – 0 | Vienna Cricket and Football Club | Hohe Warte, Viena |
| 27 noiembrie 1898 | Lowe (og)            |       |                                  | Hohe Warte, Viena |

| 27 noiembrie 1898 | Athletiksport Club Viktoria Viena | 3 – 1 | Wiener FC 1898 | Forstwiese, Prater, Viena |
| 27 noiembrie 1898 | Sauer                             |       | Prager II      | Forstwiese, Prater, Viena |

## Finala
| 5 martie 1899 15:00 | First Vienna FC 1894 | 4 – 1 | Athletiksport Club Viktoria Viena | Jesuitenwiese, Prater Viena |
| 5 martie 1899 15:00 | Soldat               |       |                                   | Jesuitenwiese, Prater Viena |

Ceilalți marcatori sunt necunoscuți,iar scorul la pauză era de 2-1.
- First Vienna FC 1894
  - Karl Mollisch
  - Erwin Zander, Paul Zander, Ignaz Blumenfeld , Franz Joli, Dr. Paul von Goldberger (Gerrmania)
  - M. D. Nicholson (Anglia), Gindl, Wilhelm Eipeldauer ,  Löwenbein, Franz Jureczek
  - Wilhelm Zander, Eckstein, Max Joli, Soldat

- Ignaz Blumenfeld -pseudonimul Blooncy
- Dr. Paul von Goldberger - pseudonimul Gilly
- Wilhelm Eipeldaue - pseudonimul Eipel
- Franz Jureczek - pseudonimul Albert

| Cupa Challenge 1898-1899            |
| ----------------------------------- |
| First Vienna FC 1894 (Primul Titlu) |